# Plauzibilna porecivost
Plauzibilna porecivost ((engl.): plausible deniability) je koncept gdje neka osoba može zanijekati odgovornost nad aktom ili znanje o aktu zbog nedostatka dokaza, pri čemu je akt ilegalna, nemoralna ili nepoželjna radnja. Najčešće se spominje u pravu, u hijerarhijama s nadležnostima, ali i generalno.
Često ga vidimo pri skandalima gdje je neka osoba napravila nešto ilegalno ili nemoralno, a njihov nadređeni ili njihove kolege, za koje bi očekivali da znaju za tu radnju, poriču znanje o njoj jer je bolje za njih, a nema se dovoljno dokaza da se ustvrdi da li su oni u stvarnosti znali nešto ili ne.